# Humus (jelo)
Humus je bliskoistočni umak, namaz ili slano jelo od kuhanog, zgnječenog slanutka izmješanog s tahinijem, limunovim sokom i češnjakom. Standardni dodaci na Bliskom istoku uključuju maslinovo ulje, nekoliko cijelih zrna slanutka, peršin i papriku.
Popularan u kuhinji Bliskog istoka, obično se jede kao umak, s pita kruhom. Na zapadu a i kod nas se danas proizvodi industrijski, a često se poslužuje kao međuobrok ili predjelo s krekerima.

## Podrijetlo i povijest
Iako postoji više različitih teorija i tvrdnji o podrijetlu u različitim dijelovima Bliskog istoka, nema dovoljno dokaza da bi se odredila točna lokacija ili vrijeme izuma humusa. Njegovi osnovni sastojci - slanutak, sezam, limun i češnjak - stoljećima se kombiniraju i jedu u Egiptu i na Levantu. Iako je regionalno stanovništvo široko jelo slanutak i često ga kuhalo u varivima i drugim toplim jelima, pire od slanutka koji se jeo hladan s tahinijem ne pojavljuje se u zapisima prije Abasidskog kalifata u Egiptu i Levantu.
Najraniji poznati pisani recepti za jelo nalik na hummus bi tahina zabilježeni su u kuharicama napisanim u Kairu u 13. stoljeću. Hladni pire od slanutka s octom i ukiseljenim limunom sa začinskim biljem, začinima i uljem, ali bez tahinija ili češnjaka, pojavljuje se u riznici dobrobiti i raznolikosti za stolom (كنز الفوائد في تنويع الموائد); i pire od slanutka i tahinija pod nazivom hummus kasa pojavljuje se u Knjizi jela Muḥammada ibn al-Ḥasana ibn al-Karīma: temelji se na pireu od slanutka i tahinija, i zakiseljen octom (ne limunom), ali također sadrži mnogo začina, bilja i orašastih plodova, a nema češnjaka. Također se poslužuje tako da se razvalja i ostavi preko noći.

## Regionalne inačice
Kao predjelo i umak, gosti uzimaju humus s somunom, kao što je pita. Također se poslužuje kao dio mezea ili kao dodatak falafelu, piletini na žaru, ribi ili patlidžanu.
Humus je popularan umak u Egiptu gdje se jede s pitom  i često začinjen kuminom ili drugim začinima.
Na Levantu je humus dugo bio glavna namirnica, često se služio kao toplo jelo, uz kruh za doručak, ručak ili večeru. Svi sastojci humusa lako se nalaze u vrtovima, na farmama i na tržnicama, što pridonosi dostupnosti i popularnosti ovog jela. Humus se obično garnira maslinovim uljem, "nana" listovima metvice, paprikom i peršinom.
Humus je čest dio svakodnevnih obroka u Izraelu. Napravljen je od sastojaka koji se, slijedeći kašrut (židovski prehrambeni zakon), mogu kombinirati i s mesnim i s mliječnim obrocima. Jela od slanutka dugo su bila dio kuhinje Židova koji su živjeli na Bliskom istoku i u sjevernoj Africi. Mnogi židovski imigranti Mizrahi iz ovih zemalja donijeli su svoje jedinstvene varijacije, poput humusa s prženim patlidžanom i kuhanim jajima koje pripremaju irački Židovi. Na primjer, jemenska četvrt Tel Aviva poznata je po humusu s tradicionalnim ljutim umakom skhug. Izraelske verzije koriste velike količine tahinija za kremastiju teksturu. Prema Peli-Bronshteinu, "Izraelci su uz hummus dodali i tvrdo kuhano jaje. A velike količine tahinija koje su ovih dana dio humusa također su izraelska stvar." Mnogi restorani, koji se nazivaju hummusia, vode Mizrah Židovi i Arapi posvećeni su toplom humusu. Ti su restorani uglavnom "muški teritorij". Može se poslužiti kao slanutak omekšan sa sodom bikarbonom uz češnjak, maslinovo ulje, kumin i tahini. Jedna od dostupnih verzija humusa je msabbaha, napravljena od tahinija s limunom, ukrašenog cijelim slanutkom, malom paprikom i malo maslinovog ulja. Ostale verzije uključuju faul, napravljen od pirjanih fava graha, pitryot napravljen od gljiva ili Jeruzalem napravljen od začinjene mljevene govedine i pinjola.

## Prehrambena vrijednost
Slanutak, glavni sastojak konvencionalnog humusa, ima značajne količine dijetalnih vlakana, proteina, vitamina B6, mangana i drugih hranjivih tvari.
Kako se recepti za hummus razlikuju, tako se razlikuje i nutritivni sadržaj, prvenstveno ovisno o relativnim udjelima slanutka, tahinija i vode. Humus daje otprilike 170 kalorija na 100 grama i dobar je do odličan (više od 10% dnevne vrijednosti) izvor dijetalnih vlakana, vitamina B6 i nekoliko dijetalnih minerala.
Udio masti, većinom iz tahinija i maslinovog ulja, iznosi oko 14% ukupnog; druge glavne komponente su 65% vode, 17% ukupnih ugljikohidrata, uključujući malu količinu šećera, i oko 10% proteina.